# 서진문 선생 묘소
서진문 선생 묘소(徐鎭文 先生 墓碑)는 울산광역시 동구 화정동, 화정공원에 있는 무덤이다. 2018년 3월 2일 울산 동구의 향토문화재 제5호로 지정되었다가, 2019년 4월 4일 제11호로 지정번호가 변경되었다.

## 개요
서진문 선생은 동구 일산동에서 태어나 일산사립 보성학교에서 인재 양성에 심혈을 기울였으며 민족의식 교육과 여성교육에 전념하다 여러 차례 일본 경찰에 체포되어 많은 고초를 겪었다.
1926년 가나가와현(神奈川縣) 조선노동조합 집행위원과 서무부장, 1928년 5월 재일본 조선노동총연맹 중앙위원 심사위원으로 재일조선인 노동자들의 권익 옹호에 헌신하였다.  1928년 11월 10일 히로히토의 어대전(御大典) 행사를 앞두고 10월 25일 체포되어 고문으로 빈사 상태로 석방되었으나 11월 17일 28세의 젊은 나이에 서거했다.
유골은 1929년 1월 3일 고향 일산동으로 돌아와 1월 12일 면민장 (面民葬)으로 거행하고 화정공원에 모시게 되었다.